# Günter Follmer
Günter Follmer (* 19. September 1937 in Landau in der Pfalz; † 18. September 1995 in Abu Dhabi) war ein deutscher Privatbankier, Honorarkonsul von Monaco und Träger des Bundesverdienstkreuzes.

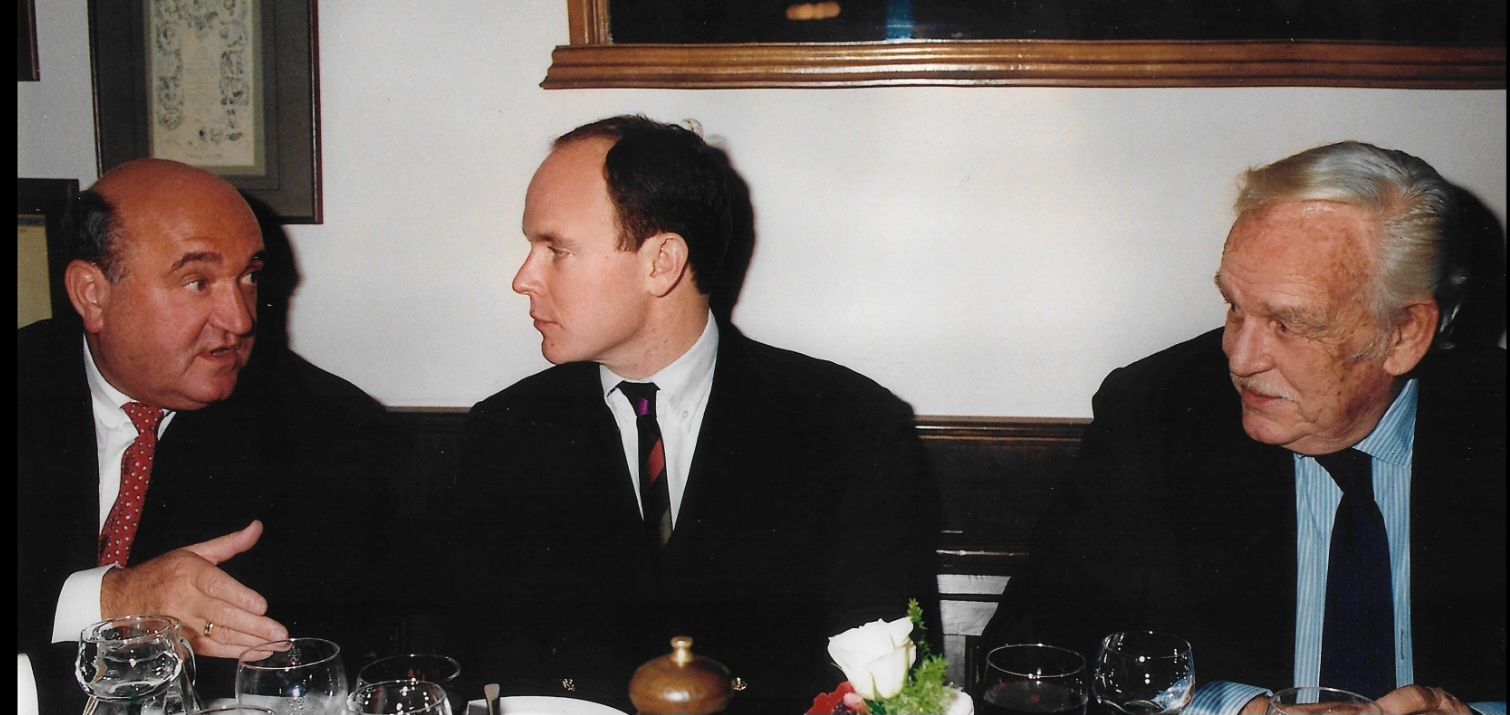
Günter Follmer 1994 mit Fürst Rainier III. (rechts) und Albert II. von Monaco (Mitte)

## Werdegang als Privatbankier
Follmer absolvierte 1957 seine Ausbildung zum Bankkaufmann bei der  Bayerischen Hypotheken- und Wechsel-Bank. 1971 wechselte er zum Standort Berlin und führte dort dieses Institut als Leitender Direktor. 1982 stieg Follmer beim Bankhaus Löbbecke ein, übernahm 1983 zunächst alle Kapitalanteile und wurde nach dem Einstieg weiterer Investoren persönlich haftender und geschäftsführender Gesellschafter. Im Laufe seiner Tätigkeit steigerte der Privatbankier die Bilanzsumme der Bank von 32 Millionen DM auf sechs Milliarden DM.

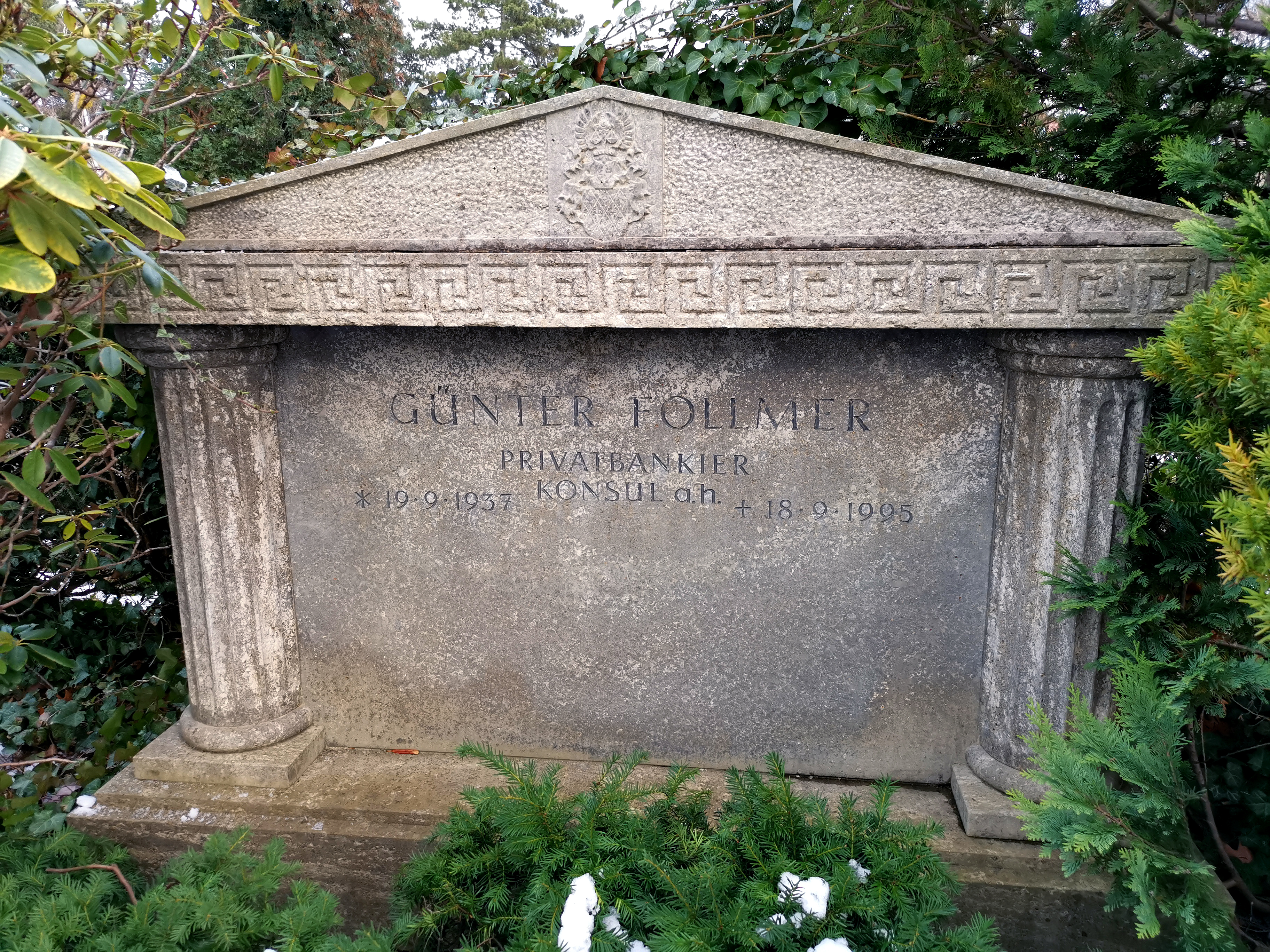
Grab auf dem Friedhof Zehlendorf

Im August 1995 zog er sich überraschend aus dem operativen Bankgeschäft zurück, um sich laut eigener Aussage verstärkt der seiner Familie gehörenden Unternehmensgruppe Fondus zu widmen. Follmer blieb aber weiterhin Gesellschafter der Bank. Gut zwei Wochen nach seinem Rückzug starb er in Abu Dhabi an einem Herzinfarkt und hinterließ eine Frau und zwei Kinder. Sein Sohn Jörn Follmer ist 2010 durch Exequatur des Auswärtigen Amtes zum Honorarkonsul für Jamaika in Bayern und Baden-Württemberg berufen worden.
Follmer ist auf dem Friedhof Zehlendorf in Berlin bestattet (Feld 013-66).

## Honorarkonsul und Bundesverdienstkreuz
Neben seiner unternehmerischen Tätigkeit vertrat Follmer seit 1986 das Fürstentum Monaco als Honorarkonsul in Berlin. Im Jahr 1995 wurde der Bankier mit dem Bundesverdienstkreuz am Bande für „sein Engagement in den neuen Bundesländern“ (Zitat TOP Magazin) ausgezeichnet.